# Нилсат
Нилсат (египетский араб. نايلسات или نايل سات) — египетская компания и название серии египетских спутников связи. Компания создана в 1998 году с целью эксплуатации египетских спутников и связанных с ними опорных станций. Компания принадлежит Национальному комитету по СМИ (бывший Союз египетского радио и телевидения) на 40 %, Арабской организации по индустриализации — 10 %, Египетской компании инвестиционных проектов с 9 % доли, а остальная доля принадлежит общественным, египетским финансовым учреждениям и другим инвесторам. Компания имеет две наземные станции. Первая расположена в Городе им. 6 Октября, а вторая в Александрии. Станции были построены EADS Astrium.

## Список спутников
1. Нилсат 101
2. Нилсат 102
3. Нилсат 103
4. Нилсат 201